# Jelcz 081
Jelcz 081 – prototyp autobusu stworzony w zakładzie Jelcz. Powstał w 1982 jako połączenie podwozia Jelcza 043 ze zmodyfikowanym nadwoziem Jelcza PR100. Pojazd ten miał być sposobem na wizualne unowocześnienie archaicznego autobusu. Prawdopodobnie ze względu na koszty produkcja nie została uruchomiona.

## Historia

### Geneza

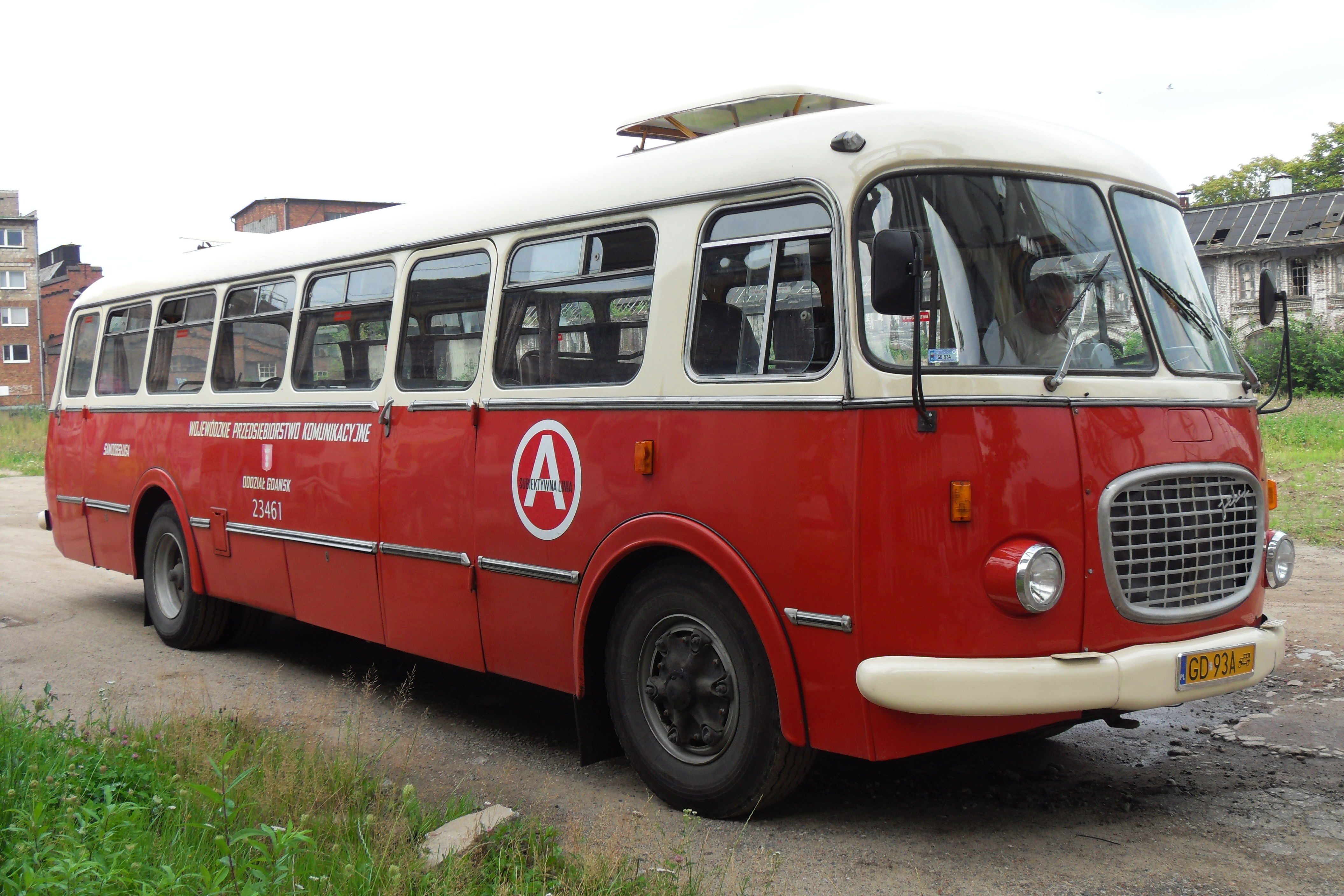
Jelcz 043

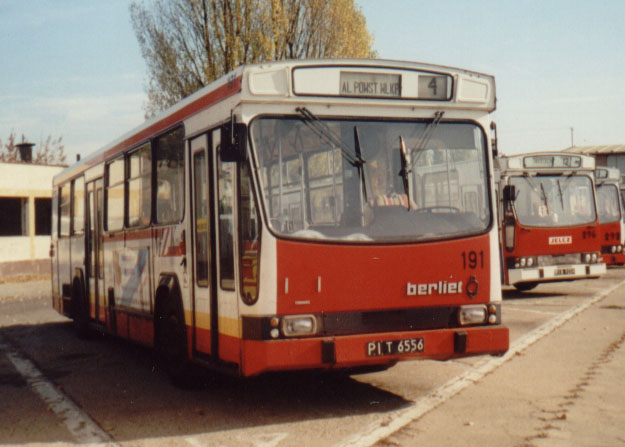
Berliet PR100

Na początku lat 70. XX wieku władze Polskiej Rzeczypospolitej Ludowej podjęły decyzję o modernizacji taboru komunikacji miejskiej. W tym celu już w latach 1970–1972 na warszawskich ulicach rozpoczęto testy modeli: Ikarus 242, Magirus Deutz, Berliet PR100, Fiat, Leyland-DAB, Pegaso, Hino i Karosa SM11. Zwycięzcą został francuski Berliet PR100. Od początku model ten był uważany za przejściowy, gdyż ze względu na większe potrzeby przewozowe planowano go wydłużyć poprzez dodanie jeszcze jednej pary drzwi. Nowy Jelcz PR110 był autobusem 12-metrowym wyposażonym w trzy pary drzwi. Pojazdy te były wykonywane w 50% z części sprowadzanych z Francji. 
Kryzys lat 80. XX w. spowodował, iż władze PRL nie miały walut obcych na zakup części do tych pojazdów. Sprowadzane z zagranicy części do jednego autobusu według cen z początku 1984 kosztowały 2000 dolarów amerykańskich. Nie mogły one zostać zakupione w polskich fabrykach. Dodatkowo fabryka silników WSK Mielec mogła produkować maksymalnie 1000 silników rocznie. Z tego powodu wciąż produkowano archaicznego wówczas Jelcza 043. Kierownictwo Jelcza zapowiedziało unowocześnienie tego autobusu chociaż w sposób wizualny. W związku z tym trwały prace nad budową nowego nadwozia, które było wzorowane na nadwoziu Berlieta. Nowe nadwozie oraz wyposażenie wnętrza miało być dodatkowo montowane również w ramach naprawy głównej Jelczów 043.

### Produkcja
Prototyp powstał w kwietniu 1982 i przechodził testy do lipca 1982. Produkcji seryjnej nie uruchomiono prawdopodobnie ze względu na wysokie koszty.

## Konstrukcja
Nie zachowała się dokumentacja dotycząca szczegółów konstrukcyjnych nadwozia. Podwozie oraz układ napędowy pochodził z Jelcza 043. Jedyną zachowaną pozostałością jest jedno zdjęcie przedstawiające przód i prawy bok prototypu.

## Nazewnictwo
Problematyczne jest nazewnictwo tego pojazdu. Zgodnie z nomenklaturą Jelcza autobus miał nosić oznaczenie Jelcz 081, ze względu na podobieństwo do Jelcza 080. Zgodnie z zasadami nazewnictwa autobus powinien się nazywać Jelcz M110, gdyż był to autobus o długości około 11 metrów. Oznaczenie to jednak w 1984 przypadło Jelczowi M11 (prototyp miał oznaczenie Jelcz M110). Również oznaczenie Jelcz M081 zostało później wykorzystane w zupełnie innym modelu Jelcz M081MB. W literaturze spotykane są jednak również oznaczenia Jelcz 100 M oraz Jelcz PR 043.